# Слепи убица (роман)
Слепи убица (енгл. The Blind Assassin) је роман вишеструко награђиване канадске списатељице Маргарет Атвуд. Роман је у септембру 2000. године објавила канадска издавачка кућа МекКлиленд енд Стиварт (енгл. MaCClelland & Stewart), док је у Србији превод овог романа публицирала издавачка кућа Лагуна 2003. године. Роман је превео на српски језик Горан Капетановић.   
Радња романа је смештена у Канади и прати причу коју једна од главних јунакиња приповеда педесет година касније, присећајући се догађаја који су се догодили у двадесетом веку. Књига говори о некада богатој породици Чејс из измишљеног градића Порт Тајкондерога у јужном Онтарију, у породичној кући Авилион, која се налази у Канади, као и у Торонту 1930. и 1940. година прошлог века. Главни ликови романа су сестре Ирис и Лора Чејс, рођене након Великог рата, као и Алекс Томас, човек који улази у њихове животе и склапа везе са њима. Роман је конципиран као ,,роман у роману", где у једном делу романа Ирис приповеда причу, док је у другом делу романа Лора приповедач.                                       
Неки књижевни критичари су овај роман оценили као ,, нову романтичарску културу тридесетих година, у коме је наглашен несигурни положај жена тога доба". Кроз писање овог књижевног дела, списатељица је успела да се дотакне различитих сегмената живота и да представи живот канадског друштва у двадесетом веку са освртом на проблеме тога доба, привредну депресију, банкрот, светске ратове и послератну ситуацију, породичне везе и тајне, сплетке и издају, али и идеале и љубав...                                     

Роман је награђен 2000. године Букеровом наградом, која се додељује годишње и којом се награђује најбољи роман написан на енглеском језику, а 2001. године, овај роман је освојио и Хамет награду, којом се годишње награђује најбољи криминалистички роман. Осим ове две награде, овај роман је био и у најужем избору за награду Оринж и добио је низ других номинација.                                     

## Радња романа
Роман почиње реченицом: ,,Десет дана по окончању рата, моја сестра Лора колима је слетела са моста.". Ирис изненада сазнаје за смрт своје сестре и покушава да открије шта је био њен узрок. Након ишчитавања Лориних дневника и њених доживљаја, она сазнаје да је Лора била у вези са Алексом и да ју је он стално силовао. Оно што чуди Ирис у овој причи је чињеница да је њена сестра Лора починила самоубиство непосредно након што је чула да је Алекс погинуо у рату.     
Радња романа прати две загонетне животе приче сестара Ирис Чејс Грифин и Лоре Чејс, из просперитетне породице. Оне одрастају без мајке у малом граду Порт Тајкондероги, у јужном Онтарију, у кући која се зове Авилион. Роман почиње сценом у којој се Ирис присећа погибије своје сестре Лоре, више од педесет године касније, у својој старости. У жељи да остави исповест својој унуци Сабрини, присећа се догађаја и веза из детињства, младости и средњих година, трагичне и тајанствене смрти своје четири године млађе сестре Лоре, као и свог несрећног брака са бизнисменом из Торонта - Ричардом Грифином, који наслеђује и управља богатством Чејсових. Кроз ова присећања, врте се и приче из новинских чланака  у којим  се открива како чланови ове некада добростојеће породице један по један нестају и умиру.     
Капетан Норвал Чејс, једини од тројице браће који се жив вратио са фронта Великог рата, заједно са кућном помоћницом Рини, подиже и васпитава Лору и Ирис, након што је њихова мајка, стегнута и друштвено емпатична, али не и брижна жена, млада преминула. Ирис на неки начин и на себе преузима одговорност и бригу о млађој сестри, након смрти њихове мајке. Капетан своје снове о образовању и путовањима замењује преузимањем породичне фабрике у којој су се производила дугмад, по којој су били познати у овом малом градићу. Кроз роман се могу уочити сви изазови и невоље коју су га снашле у васпитавању Ирис и Лоре, начини на које је покушавао да се избори са њима истовремено се борећи са сопственим траумама из рата, одлуке које је доносио, као и грешке које је правио. Спас за сав терет вођења фабрике и тешка времена у којима је морао да отпусти раднике, као и потешкоће васпитавања ћерки и сопствене демоне из рата, лечио је алкохолом. У тренутку безнадежности, схвата да своју старију ћерку треба уда за Ричарда Грифина, старијег индустријалца, у нади да ће тако обезбедити сигурну будућност за обе своје кћери и финансијском спасу фабрике. Ирис је то рационално прихватила, свесна проблема са којима су се борили, али није била срећна у браку са Ричардом и није постојала љубав међу њима, осим нечега што би могло да се назове бригом и пажњом. Осим тога, Ричард је био под великим утицајем своје сестре Винифред, која је само бринула о личном интересу и благостању.      
Ирис израста у рационалну девојку, која понекад има моменте бунтовништва, док Лора израста у веома интелигентну и самосвесну особу, али вуче неке трауме из детињства које су проузроковане раном смрти мајке. Кроз роман се види однос између њих две - сестринска љубав, њихово одрастање, сазревање, али и постепено удаљавање и завист која се рађа са годинама.     

Прича почиње да се компликује када Ирис упознаје Алекса Томаса, младог писаца и симпатизер комунистичке идеологије, човека који је већи део свог живота провео лутајући. У својој кући, Авилиону, га скрива заједно са својом сестром Лором. Убрзо Ирис улази у везу са њим и он постаје њен љубавник. Ирис затруди и дете које ће родити, ћерку Еме (фран. Aimee - вољена) подиже са Ричардом. На крају романа ће се сазнати да је то заправо њено и Алексово дете. Упоредно са овом везом, кроз књигу је описан и Ричардов насилнички и опсесивни приступ према Лори, који је уцењује да ће пријавити Алекса и предати га властима. Ирис заједно са ћерком Еме бежи од куће, претећи Ричарду да ће га пријавити јер је њену сестру силовао, а касније и натерао да изврши абортус. На Лору сва та дешавања остављају дубоке трауме и она почиње да се повлачи у себе и луди полако. Ирисин бег је у каснијим годинама отуђује од своје одрасле ћерке и она губи везе са људима који су је подржавали, а Еме се одаје пороцима и то је убија. Ирис обмањује Ричарда, верујући да је Лора била у вези са Алексом и он почини самоубиство када то сазна. Присећајући се новинарских чланака који из даљине говоре о догађајима у породици Чејс, Ирис пише своју исповест. Остала је без свега што је волела, а због љубоморе изгубила - сестру Лору и Алекса, а заова Винифред јој је прво одузела ћерку Еме, па и унуку Сабрину. На крају романа она умире и оставља за собом истину о тајнама које нису могле да остану сакривене пола века јединој преживелој унуци Сабрини у необјавњеној аутобиографији.         
Упоредно са овом, у роману се одвија и футуристичка прича о књизи Слепи убица, коју пише Лора Чејс. Она необично и драматично приповеда о опседнутости једне безимене жене неименованим писцем научне фантастике - Њом и Њим, чија се машта огледа у њеном искоришћавању његове ,,моћи" над њом. На обичним, а понекад и несвакидашњим састанцима, Он Њој прича о Слепом убици и Зајкроњанима, забављајући је. Некада је љути, а некад јој измиче и одлази од Ње. Како се ,,роман у роману" развија, постаје све јасније да је инспирисан стварним догађајима и ликовима. Књига је објављена након Лорине трагичне погибије у аутомобилској несрећи 1945. године, за коју сви који сестре познају верују да је била ,,толико близу самоубиству колико је и проклетство“. Постхумно, објавила ју је Ирис, након што је се Лора убила, сазнавши да је Алекс погинуо у рату. Ирис објављује књигу верујући да и сама има велике заслуге за писање романа и да су ликови инспирисани управо њеном и Алксовом ванбрачном везом, а не Лорином и Алексовом романсом.       
Наслов романа и ,,романа у роману" симболично указује на узроке Лориног самоубиства и оно невидљиво што ју је убило - отуђеност од особа које је волела и тескоба да се избори са тим, а пре свега однос са својом старијом сестром Ирис.            

## Ликови
- Ирис Чејс Грифин је главна јунакиња романа. Резервисана је и тајнствена особа и углавном не показује своја истинска осећања и уверења. Као од најстаријег детета, од ње се одувек очекивало да сноси значајну одговорност у породици, а то је наводи и осећај да она треба да буде та која ће да  сачува мир и усрећи све око себе. У ствари, Ирисина жеља да се прилагоди и повинује свакоме око себе, чини је пасивном и неспособном да се позабави својим животом више и буде проактивна. Она за себе каже да је права ауторка романа у роману под насловом Слепи убица.

- Лора Чејс је Ирисина сестра четири године млађа сестра и њеним самоубиством почиње радња овог романа. Лораа има врло снажна уверења и више брине о свом интегритету него о друштвеној појави. Природа њене личности је сањарска, уметничка и импулсивна. Увек прати своје срце и спремна је да преузме велике ризике. Лораа се одувек бавила помагањем другим људима и трудила се да свет учини бољим местом за све око себе. Лора је именована ауторка романа у роману под насловом Слепи убица.

- Ричард Грифин  је Ирисин немилосрдни, старији супруг са великим политичким амбицијама. Он је богати бизнисмен који се ни пред чим неће зауставити док не стекне жељени новац и моћ. Према Ирис је хладан и насилнички настројен, а спреман је и да уцени Лору и примора је да има секс са њим. Заокупљен је својом репутацијом и наступом у јавности, јер верује да је одржавање јавних наступа оно што ће му омогућити да стекне политичку моћ и богатство ка коме тежи.

- Винифред Грифин Прајор је Ричардова сестра и Ирисина заова. Она је хладна, окрутна модерна и манипулативна жена којој је стало искључиво до одржавања богатства, социјалног статуса и утицаја на свог брата. Није је брига за добробит Лоре или Ирис и спремна је на све да помогне свом брату да прикрије своје насилно понашање.

- Алекс Томас је млади писац, симпатизер комунистичке идеологије, који се уз помоћ сестара склони у Авилион. Алекс заступа радикалне политичке ставове и већи део свог живота проживио је лутајући. Нема никакве блиске везе док не ступи у везу са Ирис и постане њен љубавник. Алекс је саркастичан, па чак окрутан. Не стиди се да износе своја мишљења и залаже се за оно што сматра исправним. Алекс је такође сложен и контрадикторан, јер иако подржава комунистичку политичку филозофију, не може а да се не заљуби у богату жену.

- Капетан Норвал Чејс је Ирисин и Лорин отац. Након што је тешко повређен у Првом светском рату, а касније је постао и удовац, незадовољно води породични посао у фабрици дугмади. Преузима посао свога оца и ради у фабрици, иако је у почетку сањао да постане адвокат или политичар. Временом пада у депресију и одаје се алкохолизму. Носи физичке ожиљке и емоционално је истраумиран својим искуствима у борбама у Првом светском рату и као резултат тога, он се емоционално повлачи, постаје неверан и зависан од алкохола. Норвал је помало наиван и на крају га превари његов зет Ричард Грифин.
- Лилијана Чејс је Норвалова супруга и Ирисина и Лорина мајка. Она је одана супруга која се увек труди да да све од себе, чак и у тренуцима када је муж малтретира. Физички је слаба и не залаже се за себе. Лилијана је заинтересована да покуша да помогне другима и учини свет бољим местом, иако нема пуно контроле над сопственим животом.

- Рини је лојална кућна помоћница породице Чејс и она постаје попут мајке Ирис и Лори, након Лилијанине смрти. Кад су Ирис и Лора биле деца, Рини је заједно са Норвалом учествовала у њиховом васпитавању. Она је оштрог језика, критична и затупљена. Има врло чврсте идеје и ставове о томе шта је друштвено прикладно понашање и сходно томе васпитава сестре Чејс. Рини је веома заштитнички настројена према девојкама и често бива једина која се брине о њиховој добробити.

- Мајра Спрингер је Ринина ћерка, а кроз роман се провлачи сумња да је и ћерка Капетана Норвала Чејса. Она је жена која живи у Порт Тајкондероги и неформално негује Ирис у старости. Мајрина судбина била је испреплетана са судбином породице Чејс и пре њеног рођења, а као резултат тога, она је чврсто верна Ирис. Мајра је понекад пренаметљива и заузета особа, али је врло љубазна и брижна према Ирис, чак и када јој Ирис не узвраћа увек добротом.

- Еме Аделиа Грифин је Ирисина ћерка. У почетку романа, представљена је као Ирисина и Ричардова ћерка, али се на крају открива да је она заправо Алексова. Еме расте усамљено и збуњено јер зна да у њеној породици постоји нешто мистериозно и скривено, али никада не успева да схвати шта је то. На крају окреће дроги и алкохолу као начину да се носи са својим болом и усамљеношћу.

- Сабрина Грифин је Ирисина унука и Емина ћерка. Она је слободоумна особа коју занимају путовања и начини којима може свет створити бољим местом за живот.

## Награде
Роман је награђен 2000. године Букеровом наградом, која се додељује годишње и којом се награђује најбољи роман написан на енглеском језику, а 2001. године, овај роман је освојио и Хамет награду, којом се годишње награђује најбољи криминалистички роман. Осим ове две награде, овај роман је био и у најужем избору за награду Оринж и зарадио је још неколико номинација међу којима је награда Генералног гувернера 2000. године, као и Међународна књижевна награда у Даблину 2002. године. Часопис Тиме прогласио га је најбољим романом 2000. године и уврстио на листу 100 најбољих романа на енглеском језику од 1923. године.

## Пријем публике
Публика је различито прихватила овај роман. Књижевни киртичари су окарактерисали ово дело на различите начине - код неких је оно побрало симпатије и прихватили су је са одушевњељем ово дело о политичко, породичном, социјалном и родном сукобу ликова, не сумњајући у Атвудин стил, док је другима ова књига била ,,предуга и лоше написана". Британски часопис Гардијан је овај роман окарактерисао као ,,романтичну причу, проткану политичким елементима".